# Клюсек (Пултуський повіт)
Клюсек (пол. Klusek) — село в Польщі, у гміні Покшивниця Пултуського повіту Мазовецького воєводства.
Населення — 19 осіб (2011).
У 1975-1998 роках село належало до Цехановського воєводства.

## Демографія
Демографічна структура станом на 31 березня 2011 року:
|          | Загалом | Допрацездатний вік | Працездатний вік | Постпрацездатний вік |
| -------- | ------- | ------------------ | ---------------- | -------------------- |
| Чоловіки | 8       | 4                  | 3                | 1                    |
| Жінки    | 11      | 2                  | 6                | 3                    |
| Разом    | 19      | 6                  | 9                | 4                    |